# Leon Urbański

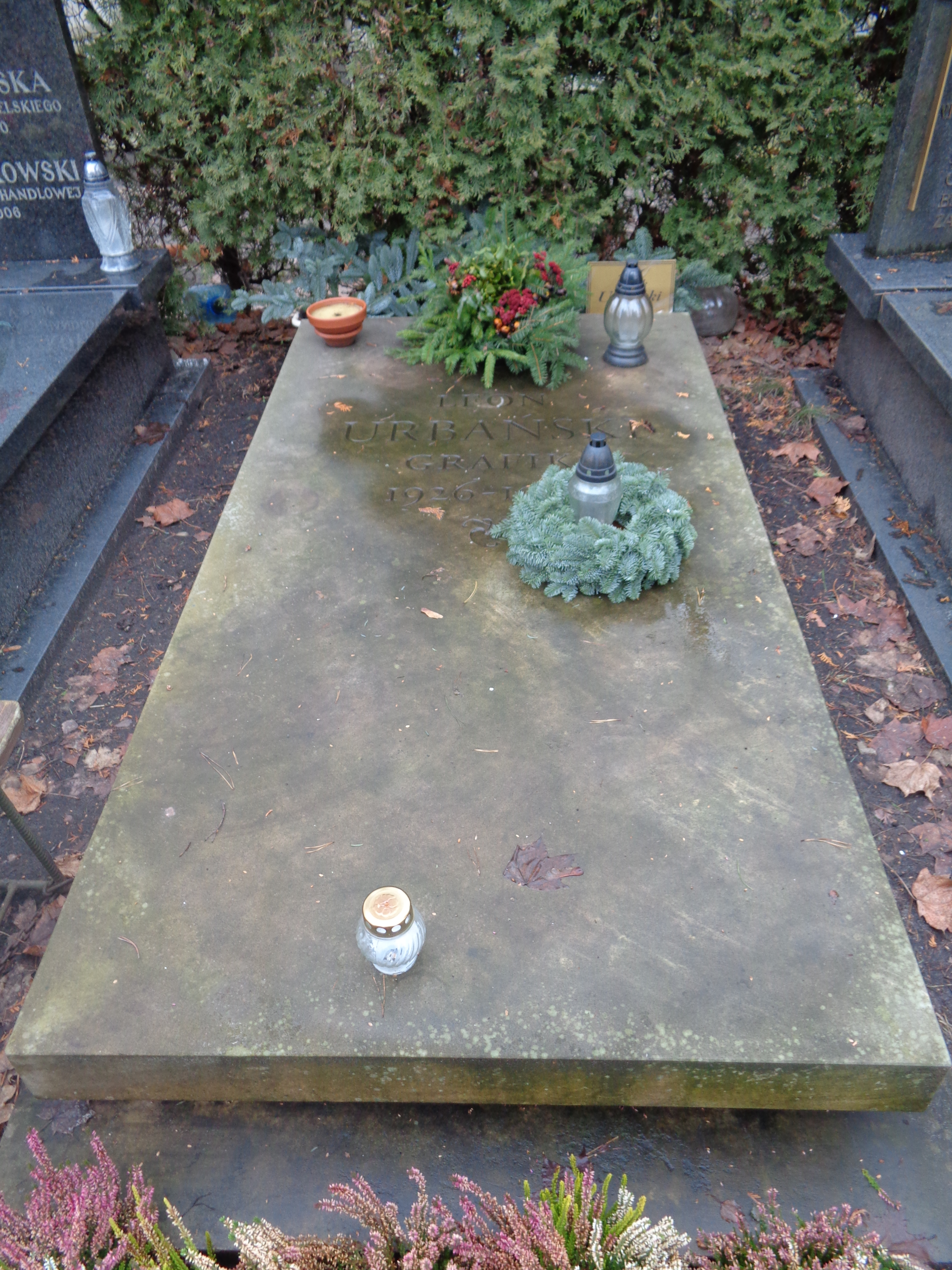
Grób Leona Urbańskiego na wojskowych Powązkach

Leon Urbański (ur. 11 września 1926, zm. 16 kwietnia 1998) – polski grafik i typograf.

## Życiorys
Ukończył Liceum Sztuk Plastycznych w Warszawie, a następnie studia na Wydziale Grafiki Akademii Sztuk Pięknych w Warszawie w 1959 roku. Wśród jego szkolnych kolegów z tego samego rocznika znaleźli się Jan Lebenstein, Andrzej Heidrich, Marek Oberländer, Jacek Sienicki. Za swojego mistrza uważał Andrzeja Rudzińskiego, który należał do jego szkolnych nauczycieli a później wykładowców na ASP. Od 1957 wspólnie zabiegali o utworzenie Doświadczalnej Oficyny Graficznej Pracowni Sztuk Plastycznych, której działalność udało się zainicjować w 1964 roku. Do lat dziewięćdziesiątych Leon Urbański był jej aktywnym współpracownikiem.
Zaprojektował około 250 książek, 5000 druków ulotnych, kilkadziesiąt pozycji bibliofilskich, około stu znaków graficznych. Współpracował m.in. z Ossolineum, Państwowym Instytutem Wydawniczym, wydawnictwem „Iskry”, wydawnictwem „Czytelnik”. Zaprojektował m.in. znak graficzny i oprawę serii wydawniczej „Złoty Liść” Wydawnictwa „Nasza Księgarnia”, był też projektantem znanej serii Krajowej Agencji Wydawniczej poświęconej słynnym malarzom i wielu innych. Do projektowanych przez niego druków niskonakładowych należały m.in. dyplomy Międzynarodowych Konkursów Chopinowskich.
W latach 1978–1983 wykładał na wydziale Grafiki ASP w Warszawie, gdzie prowadził pierwszą Pracownię Projektowania Typograficznego.
Przez wiele lat, począwszy od 1969 roku, uczestniczył w pracach jury Konkursu Polskiego Towarzystwa Wydawców Książek na „Najpiękniejszą Książkę Roku”.
Był honorowym członkiem Stowarzyszenia Wydawców i Typografów Wysp Brytyjskich Double Crown Club, jednym z dziesięciu pochodzących spoza Wielkiej Brytanii, obok Adriana Frutigera i Hermanna Zapfa.
Uważano go za wielki autorytet zawodowy w kwestiach dotyczących typografii, projektowania i wydawania książki. Jego praca nad książkami i akcydensami nie ograniczała się do stworzenia projektu, czuwał również nad wykonawstwem, świetnie się orientując we wszystkich etapach powstawania książki. Znany głównie jako typograf i grafik był także introligatorem, uczniem Bonawentury Lenarta. Oprócz prac nad faksymilowym wydaniem Kodeksu Behema czuwał nad oprawą konserwatorską oryginału.
Był żonaty z Krystyną (zm. 2018), z którą miał dwoje dzieci, doktora historii, mediewistę Marka (1952–2013) oraz krytyk muzyczną i tłumaczkę Dorotę Kozińską. Zmarł 16 kwietnia 1998, spoczywa na Cmentarzu Wojskowym na Powązkach w Warszawie (kwatera A3-3-37).

## Nagrody
Otrzymał kilkadziesiąt nagród i wyróżnień za książki, druki ulotne, znaki w kraju i za granicą, m.in.: w Moskwie, Paryżu, New Delhi, czy Belgradzie. Wielokrotnie był laureatem konkursów na „Najpiękniejszą Książkę Roku” organizowanych przez Polskie Towarzystwo Wydawców Książek. Zdobył wiele nagród na lipskiej Internationale Buchkunst-Ausstellung (IBA) – Międzynarodowej Wystawie Sztuki Książki, po raz pierwszy w 1959 roku. W 1965 roku przyznano mu złoty medal za bibliofilskie wydanie Sonetu 130 Szekspira opublikowane przez Iskry i srebrny medal za opracowanie „Sonetów” wydane przez PIW. W 1971 uhonorowano go Grand Prix. W tym samym roku otrzymał złoty medal za przygotowany dla Ossolineum projekt graficzny Encyklopedii wiedzy o książce, natomiast w 1989 przyznano mu Nagrodę Specjalną za opracowanie zbioru ekslibrisów Andrzeja Kota z tekstem Andrzeja Matyni Prawdziwa cnotka nie boi się kotka. Nagrodę IBA zdobył również pracujący pod jego kierunkiem zespół młodych projektantów.

## Urbański o typografii
Urbański uważał, że „znacznie łatwiej jest zostać uznanym artystą niż doskonałym typografem”. Według niego do projektowania książek nie wystarczą talent oraz wrażliwość na kształt i formę. Potrzebna jest jeszcze ogromna interdyscyplinarna wiedza na temat historii pisma, dziejów książki, podstaw lingwistyki i historii sztuki, która umożliwia szersze spojrzenie na książkę i potrzeby użytkowników. Urbański zabiegał o wprowadzenie do języka polskiego pojęcia „designer” („ktoś więcej niż projektant, a mniej niż artysta”) dla określenia twórców, którzy kształtują rzeczy codziennego użytku – meble, architekturę, a także książki – za pomocą formalnych środków wyrazu. W swojej pracy Urbański kierował się przede wszystkim zasadą funkcjonalności: forma książki zaproponowana przez designera miała ułatwiać czytelnikowi kontakt z autorem. Książka nie powinna zawierać żadnych elementów zbędnych, które mogłyby zakłócić odbiór tekstu, a jej kształt i nastrój powinny harmonijnie współgrać z treścią. Urbański zgadzał się z Tschicholdem, który twierdził, iż „książka najpiękniejsza to taka, która sprawia wrażenie, że nie została zaprojektowana”.

## Twórczość
Urbański projektował książki różnego typu: od literatury pięknej do książek naukowo-technicznych. Dbał o to, by każdy z jego projektów, niezależnie od rodzaju książki, cechowały piękno i harmonia.
W swoich pracach często nawiązywał do tradycji drukarskich okresu renesansu (kompozycje osiowe, harmonia układu, kroje renesansowe, inicjały) oraz do zasady złotego podziału.
Charakterystyczną cechą okładek projektowanych przez Urbańskiego było m.in. stosowanie bogatych ornamentów. Przykładem może być tutaj wydana w 1997 roku przez wydawnictwo TEST Wyrocznia podręczna Baltasara Graciána y Morales. Harmonijna, symetryczna kompozycja z elementami wyśrodkowanymi wzdłuż osi oraz fragmentem tekstu złożonym renesansowym krojem pisma w kolumnie szpicowej nie tylko wpisuje się w charakterystyczny styl projektów Urbańskiego, ale i świetnie współgra z wymową utworu, będącego zbiorem maksym i refleksji na temat harmonijnego i dobrego życia.
Wiersze o książkach – antologia poezji polskiej wydana przez „Czytelnik” w 1964 roku, została rok później nagrodzona na IBA dyplomem honorowym. W całym projekcie zastosowany został jeden krój pisma, antykwa renesansowa Plantin, na papierze żeberkowanym, w kolorze chamois. Urbański wykorzystał akcenty w cynobrowym kolorze, a pojawiający się na okładce pegaz spina całość, pojawiając się również w kolofonie.
Z dziejów polonistyki warszawskiej – księga pamiątkowa wydana przez Państwowe Wydawnictwo Naukowe celem uczczenia dwudziestopięciolecia działalności profesorskiej Juliana Krzyżanowskiego na Uniwersytecie Warszawskim. Książka pokryta została papierową obwolutą. Na płóciennej, twardej, sztywnej okładce książki umieszczona została oryginalna ilustracja przedstawiająca orła w koronie. W całej publikacji wykorzystany został tylko jeden krój pisma. Urbański wprowadził do publikacji akcent w postaci koloru szafranowego.
Pod kierownictwem Leona Urbańskiego zespół grafików oraz historyków opracował barwne plansze z polskimi herbami, które opublikowano w dwutomowej encyklopedii Miasta polskie w tysiącleciu, wydanej przez Zakład Narodowy im. Ossolińskich w nakładzie 20 500 egzemplarzy. Tom I ukazał się w 1965 a tom II w 1967 roku . Tomy mają twardą, tekturową okładkę oprawioną w czarne płótno z tłoczeniem w formie klucza na przedniej stronie. Na grzbiecie złotym kolorem nadrukowano tytuł, tom oraz skrót wydawnictwa. Na wyklejkach w pierwszym tomie umieszczono zdjęcie stoczni (w tonacji zgniłej zieleni), w drugim zaś – zdjęcie szczecińskiego osiedla (w tonacji brązowoszarej). Na obwolucie obu tomów umieszczone zostały kolorowe fotokopie dokumentów z Archiwum Głównego Akt Dawnych – istotnymi składnikami obu zdjęć są woskowe pieczęcie z wytłoczonymi herbami, które znajdują się w centralnej części przodu obwoluty. Tytuł został umieszczony na wąskim czarnym pasku u góry strony. Grzbiet oraz tylna strona obwoluty pozostały białe (na grzbiecie nadrukowano czarną farbą tytuł). Na karcie tytułowej użyto dwóch kolorów: czarnego i czerwonego.
Tekst został złożony czcionką Plantin. Układ tekstu w obu tomach jest zasadniczo dwułamowy. Tylko przedmowy oraz część wstępna w pierwszym tomie ma układ jednołamowy. W tekście (zawsze w granicy łamów) umieszczono czarno-białe zdjęcia. W książce znajdują się także kolorowe ilustracje herbów wykonane techniką rotagrawiurową[1].
[1]
Miasta polskie w tysiącleciu, t. 1 i
2, Zakład Narodowy im. Ossolińskich, Wrocław–Warszawa–Kraków 1965 i 1967.
Seria „Złotego liścia” – wyróżnia się charakterystycznym znakiem: złotym (a właściwie żółtym) liściem umieszczonym na centralnym miejscu przedniej okładki (twardej, oprawionej w płótno lub papier, w jednym, zdecydowanym kolorze) oraz w lewym górnym rogu obwoluty; motyw liścia pojawia się także na grzbiecie książki oraz na stronie przedtytułowej, niekiedy także na skrzydełkach obwoluty (przy opisie serii). Z oprawą kolorystycznie współgra dwukolorowa wyklejka z powtarzającym się w kolejnych pozycjach serii motywem roślinnym. Na stronie tytułowej książek wszystkie elementy zachowują kompozycję osiową, ich hierarchię ukazano stopniem pisma i krojem czcionki. Krój czcionki na stronie tytułowej (autor i tytuł) powtórzony został na obwolucie – jest stały dla poszczególnych pozycji serii. Książki serii „Złotego liścia” wydawała „Nasza Księgarnia” w latach 60., 70. i 80. Na serię składają się powieści i opowiadania polskiej klasycznej literatury dla młodzieży (powstałe w okresie od XIX wieku do 1939 roku).
Diego Velazquez – album autorstwa Anny Dobrzyckiej, wydany przez Krajową Agencję Wydawniczą w 1990 r. Album z obwolutą. Oprawa twarda, płócienna, w kolorze czarnym, tytuł wydrukowany w kolorze złotym, będący imitacją autografu malarza. Na grzbiecie Urbański zaprojektował tylko nazwisko artysty złożone innym krojem pisma niż na okładce. Wewnętrzna strona obwoluty i wyklejka w jednolitym szarym kolorze. Projekt wnętrza albumu współgra z czarną okładką. Reprodukcje obrazów na rozkładówkach ułożone zostały naprzemiennie w wersji czarno-białej i kolorowej, zawsze dwie fotografie czarno-białe na lewej stronie i jedna, kolorowa na prawej, lub dwie czarno-białe, lub tylko jedna kolorowa. Nigdy nie pojawiają się obok siebie dwa kolorowe zdjęcia.
„Z dziejów nauki o książce” – publikacja autorstwa Krzysztofa Migonia. Książka została wydana w 1979 roku nakładem wydawnictwa Zakładu Narodowego im. Ossolińskich we Wrocławiu. Publikacja ta należy do serii wydawniczej „Książek o książce”. Okładkę „Z dziejów nauki o książce”, a także sposób rozmieszczenia treści w tejże publikacji charakteryzuje niewielka liczba zastosowanych rozwiązań typograficznych. Imię i nazwisko autora na twardej okładce i stronie tytułowej zamieszczono pismem pochyłym, zaś tytuł książki – pismem prostym. Dane te rozmieszczono w czterech wersach. Na okładce widnieje ponadto nazwa oraz graficzny symbol serii, nazwa wydawnictwa oraz jednobarwna ilustracja, z którą koresponduje kolorystycznie tytuł. Na drugiej stronie okładki zamieszczono bogato zdobioną (i jedyną) wklejkę z informacją o Instytucie Językoznawstwa. Tekst złożono krojem Baskerville z zachowaniem interlinii. Tytuły zapisane są większym od tekstu głównego krojem pisma, a tekst główny jest każdorazowo opuszczony względem tytułu. Tytuły drugiego rzędu złożono wersalikami. Ilustracje (czarno-białe) rozmieszczono każdorazowo z zachowaniem marginesów (górnego, dolnego, wewnętrznego i zewnętrznego). Występuje tu wyśrodkowana pagina numeryczna.
Jan van Eyck – album autorstwa Jolanty Maurin Białostockiej, wydany przez Biuro Wydawniczo-Propagandowe RSW Prasa-Książka-Ruch w 1973 r. w Warszawie. Na obwolucie albumu wykorzystano fragment obrazu Jana van Eycka „Portret Małgorzaty van Eyck”. Oprawa albumu twarda, płócienna, w kolorze szarym. Tytuł „Volumes of Eyck” wydrukowany kolorem złotym, złożony innym krojem pisma niż nazwisko malarza na grzbiecie – także w złotym kolorze. Wyklejka dopasowana do okładki w kolorze szarym. Album zawiera jednobarwne i wielobarwne zdjęcia obrazów. Całość utrzymana w nietypowej konwencji, kolorowe reprodukcje przedstawiają głównie fragmenty „Ołtarza Gandawskiego” i są wklejone do albumu na osobnych kartach, kształtem dopasowane do poszczególnych części ołtarza.
Zygmunt August. Król polski i wielki książę litewski 1520–1562 – publikacja autorstwa Anny Sucheni-Grabowskiej wydana przez Wydawnictwo Krupski i S-ka w Warszawie 1996 roku. Oprawa twarda, w kolorze bordowym, z tłoczeniem i wyklejką, na której nadrukowane zostały imię i nazwisko autorki, tytuł publikacji, medal Giovanniego Marii Padovano przedstawiający Zygmunta Augusta oraz ornament powtórzony także na grzbiecie książki i stronie tytułowej. Strona kontrtytułowa ozdobiona została wklejką, na której wykorzystano drzeworyt z dzieła Sarmatiae Europeae descriptio z 1578 roku autorstwa Alexandra Guagninusa. Na stronach śródtytułowych wykorzystano drzeworyty: Zygmunt August jako dziecko autorstwa Józefa Muczkowskiego, Pogoń Alexandra Guagninusa, Zygmunt August Jana Głuchowskiego, Zygmunt August Alexandra Guagninusa, Orzeł z monogramem Zygmunta Augusta na piersi Józefa Muczkowskiego. Nazwisko autorki, tytuł publikacji, nazwa wydawnictwa oraz ornament znajdujące się na grzbiecie książki wydrukowane zostały w kolorze złotym. Są to jedyne złocenia w całej publikacji. W spisie treści wykorzystano różne kroje i rodzaje pisma. Szczególną uwagę przykuwają tytuły kolejnych części publikacji, które na stronach śródtytułowych zostały dodatkowo wyróżnione ozdobnymi ligaturami. Układ książki pozostaje symetryczny, paginacja (zarówno żywa pagina, jak i pagina numeryczna) zamieszczona w górnej części strony.
Do późnej twórczości Leona Urbańskiego należy opracowanie graficzne serii antologii poezji, wydawanej przez „Iskry” w latach 1978–1987. W serii ukazały się antologie: Strofy o Ojczyźnie (1978), Strofy o pracy (1980), Strofy o kwiatach (1981), Strofy o górach (1981), Strofy o zwierzętach (1982), Strofy o teatrze (1982), Strofy kobiet o kobietach (1984), Strofy o porach roku (1985), Strofy z dreszczykiem (1986) oraz Strofy o poezji (1987). Okładki serii są twarde, kartonowe. Kolorystyka okładki różni się w zależności od antologii, a grzbiet danej książki nawiązuje kolorystycznie do ilustracji przy tytule. Ilustracja (sugerująca temat antologii) oraz tytuł są wyśrodkowane i otoczone jednolitym w całej serii motywem graficznym.
W liczbie około 5000 druków ulotnych wytworzonych przez Urbańskiego można znaleźć projekty upamiętniające takie ważne wydarzenia, jak: akty erekcyjne pomników powstańców śląskich oraz pomnika w Oświęcimiu, liczne dyplomy w ramach Międzynarodowych Konkursów Chopinowskich, druki protokolarne dla Rządu Polskiego, w tym dla Ministerstwa Spraw Zagranicznych.
Do innych, ważnych, projektów Urbańskiego należy zaliczyć znaki graficzne. Najbardziej znanymi przykładami tej twórczości są: znak hotelu Grand w Warszawie, logo Kongresu Miast Bliźniaczych, logo Informacji Turystycznej, znaki graficzne Pagartu, Przedsiębiorstwa Warexpo, czy Elektrowni Kozienice.

## Upamiętnienie
W 2007 w Warszawie odbyły się dwie wystawy prezentujące dorobek Leona Urbańskiego: Lucem dabit atra fuligo. Światło dała czarna sadza w Galerii Studio, zorganizowana we współpracy z Muzeum Drukarstwa Warszawskiego i Pracownią Sztuk Plastycznych oraz Leon Urbański. Artysta książki w Muzeum Drukarstwa. Prawie wszystkie prace wystawione w ramach tych wydarzeń zostały udostępnione przez Krystynę Urbańską. Dzięki współpracy z wdową po typografie, wystawa wzbogacona została licznymi pamiątkami, materiałami archiwalnymi. Resztę prac przekazali m.in.: Dorota Kozińska, Marek Urbański, Pracownia Sztuk Plastycznych w Warszawie, czy Krzysztof Jerominek.
W 2015 Muzeum Narodowe we Wrocławiu otworzyło wystawę akcydensów Leona Urbańskiego „Światło dała czarna sadza”. Prace udostępniło Muzeum Sztuki Książki. Wystawa obejmuje 100 niskonakładowych druków ulotnych zaprojektowanych w okresie od lat 60. do wczesnych lat 90.